# America First Committee

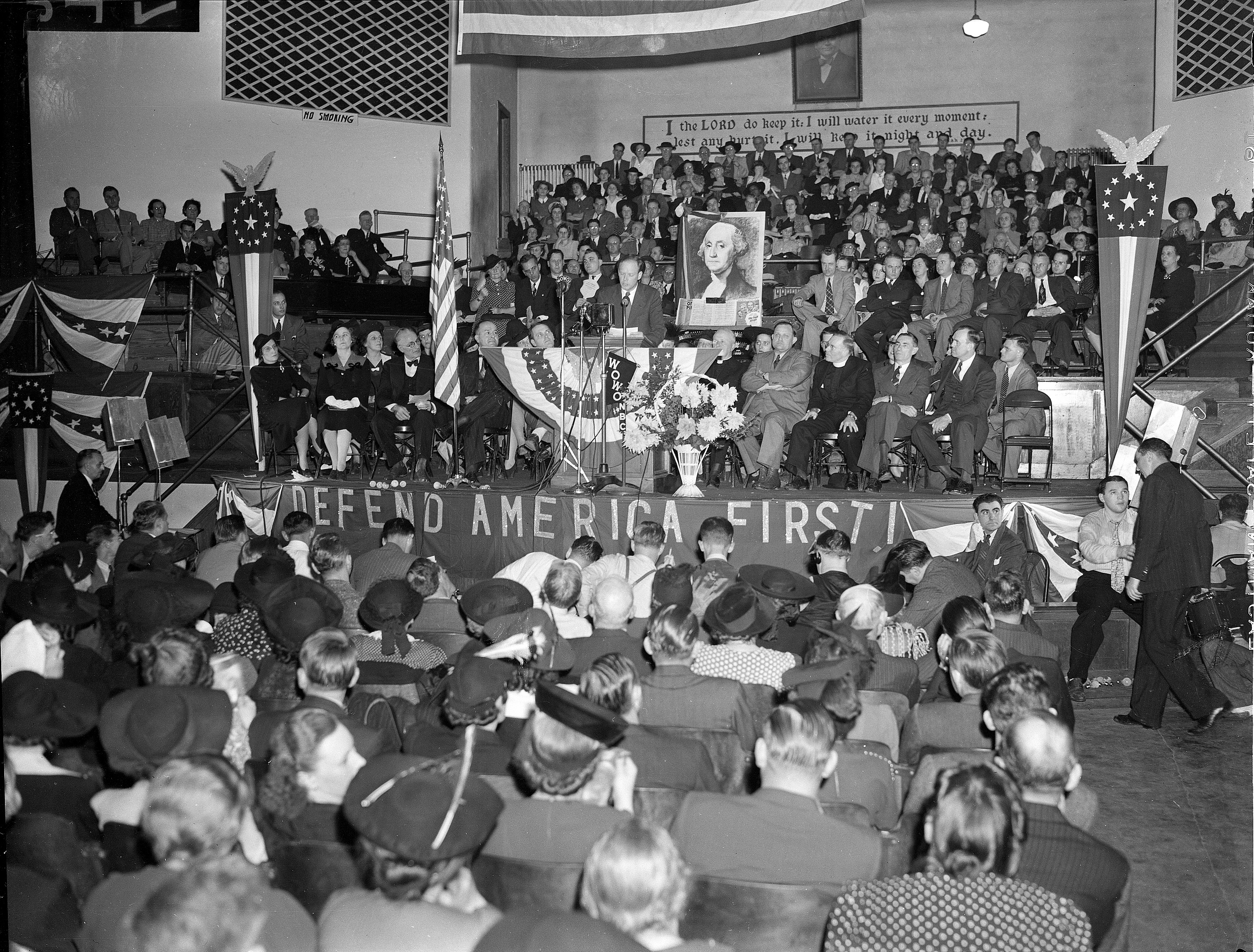
Een bijeenkomst van America First omstreeks 1940

Het America First Committee (AFC), kortweg America First ("Amerika Eerst"), was een Amerikaanse isolationistische politieke organisatie die inmenging van de VS in de Tweede Wereldoorlog afwees. Vele prominente Amerikanen waren lid van de beweging, onder wie vliegenier Charles Lindbergh. Op het hoogtepunt telde zij 800.000 leden. De organisatie, opgericht in 1940, viel uiteen na het Japanse bombardement op Pearl Harbor eind 1941.